# Madonna col Bambino e angeli (Gentile da Fabriano)
La Madonna col Bambino e angeli è un affresco (225x125 cm) di Gentile da Fabriano, databile al 1425 e conservato nel Duomo di Orvieto.

## Storia
È documentato il pagamento a Gentile il 20 ottobre 1425 da parte dell'Opera del Duomo di Orvieto di 18 fiorini per un affresco appena terminato nella navata sinistra della cattedrale. Nella città umbra l'artista era giunto il 25 agosto di quell'anno, di strada verso Roma. 
Con le ristrutturazioni alla chiesa del 1566 l'affresco rischiò di andare distrutto, venendo mutilato del lato sinistro e subendo l'aggiunta di una santa Caterina d'Alessandria a destra, opera del ravennate Giovan Battista Ragazzini. La manomissione, visibile ancora nelle vecchie fotografie, venne tolta durante i restauri degli anni ottanta del Novecento. 

## Descrizione e stile
In una finta nicchia gotica, ornata da lingue vegetali e tasselli cosmateschi sul bordo, Maria sta seduta in un trono rialzato di tre gradini con un'innovativa visione da sott'in su e posto entro un parapetto a base quadrangolare, aperto sul davanti. Essa tiene in mano il vivace Bambino, che benedice sorridente, ed entrambi sono avvolti da vesti preziosamente colorate: un manto tutto ricamato per il figlio (perduto è l'oro) e un velo che crea pieghe pesanti e profonde con colori un po' smaltati, alla Lorenzo Monaco. 
Col restauro si sono riscoperti appieno gli angioletti che fluttuano sullo sfondo scuro dietro Maria, probabilmente simulante un ombroso giardino. Essi sono in parte dipinti e in parte ottenuti con striature dorate, in parte ancora esistenti. La luce proviene da sinistra, coerentemente con la presenza di una finestra da quel lato. 

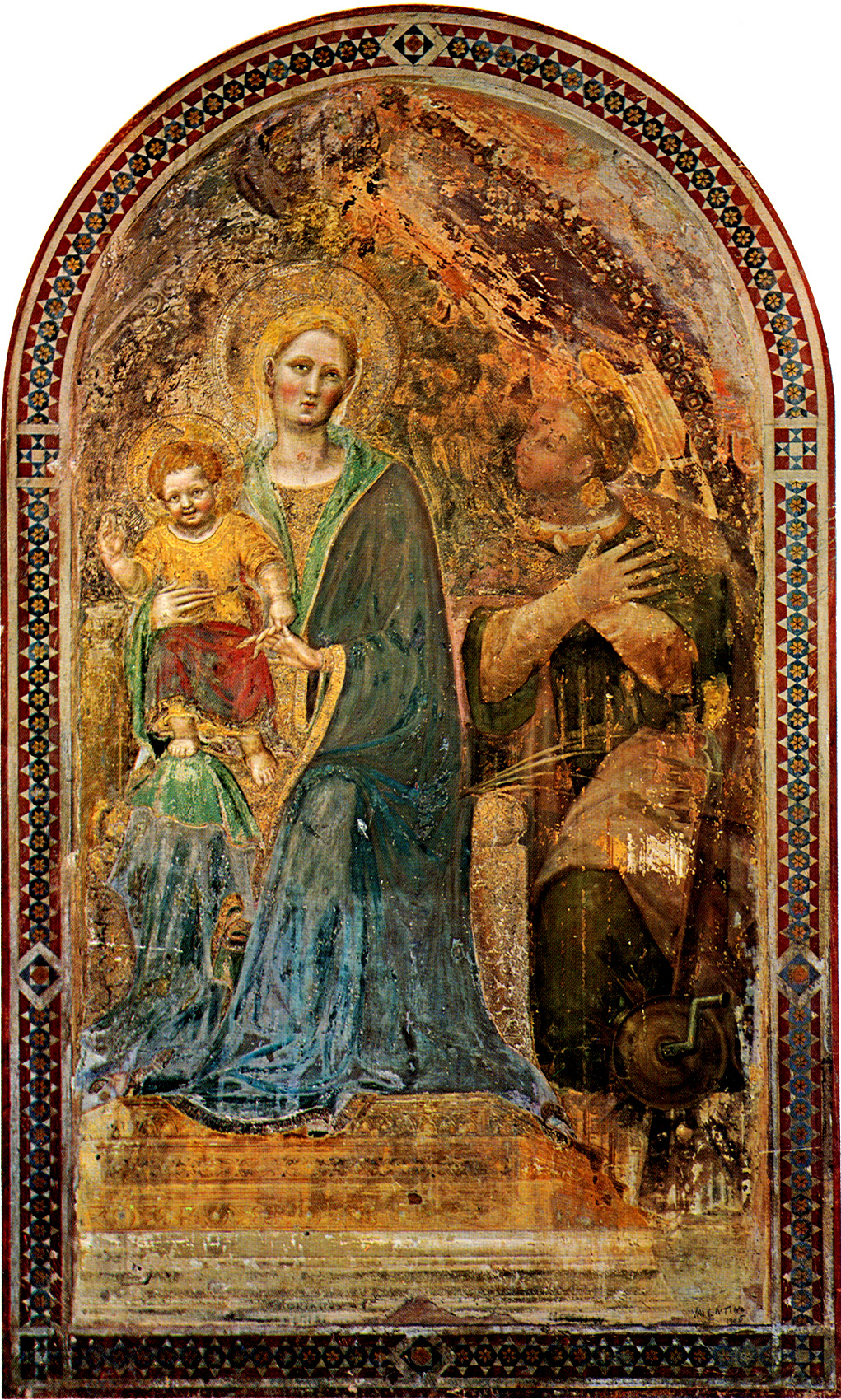
Prima del restauro